# Beslauna
Beslauna ist ein osttimoresisches Dorf im Suco Aissirimou (Verwaltungsamt Aileu, Gemeinde Aileu).

## Geografie
Der Weiler Beslauna befindet sich nahe der Nordgrenze des Sucos Aissirimou in der Aldeia Bessilau, in einer Meereshöhe von 1331 m. Nördlich verläuft die Überlandstraße von Aileu und Maubisse im Süden und der Landeshauptstadt Dili im Norden. An ihr liegen einige hundert Meter westlich die Dörfer Aikado (Lebucucu) und Berleu Ulu (beide Suco Cotolau) und einen Kilometer östlich das Dorf Fatuc-Hun (Suco Talitu). Südwestlich befindet sich in einem halben Kilometer Entfernung der Weiler Aikado.